# Breaking the Fourth Wall
«Breaking the Fourth Wall» (en español, «Abajo la cuarta pared») es el séptimo episodio de la miniserie de televisión estadounidense WandaVision, basada en los personajes Wanda Maximoff / Bruja Escarlata y Visión de Marvel Comics. Sigue a la pareja dentro del pueblo de Westview mientras su idílica vida suburbana comienza a desmoronarse. Está ambientado en el Universo cinematográfico de Marvel (UCM), compartiendo continuidad con las películas de la franquicia. Fue escrito por Cameron Squires y dirigido por Matt Shakman.
Elizabeth Olsen y Paul Bettany retoman sus respectivos papeles de Wanda Maximoff y Visión de la saga cinematográfica, protagonizando junto a Teyonah Parris, Evan Peters, Randall Park, Debra Jo Rupp, Kat Dennings y Kathryn Hahn. Shakman se incorporó a la serie en agosto de 2019. El episodio rinde homenaje a sitcoms de mediados y finales de la década de los años 2000 como Modern Family. La filmación tuvo lugar en el área metropolitana de Atlanta, incluyendo Pinewood Atlanta Studios, y en Los Ángeles.
«Breaking the Fourth Wall» se estrenó en Disney+ el 19 de febrero de 2021. Los críticos destacaron la actuación de Olsen, la revelación del personaje de Hahn y el tema final «Agatha All Along» como los aspectos más destacados del episodio.

## Trama
En una ambientación de finales de los años 2000, Wanda Maximoff decide tener un día para ella sola. Agnes acepta cuidar de Billy y Tommy y los lleva a su casa. Visión se despierta y descubre que los agentes de S.W.O.R.D. que están dentro del límite son ahora miembros de un circo. Encuentra a Darcy Lewis y la libera del hechizo. Después de salir del circo, Darcy le cuenta a Visión sobre su muerte y los eventos que llevaron a la situación actual. Mientras tanto, Wanda ve que varias partes de su casa cambian constantemente y es incapaz de controlarlas. El viaje de Visión y Darcy de vuelta a su casa se interrumpe continuamente, lo que lleva a Visión a suponer que Wanda le está impidiendo regresar. Sin embargo, Visión se da cuenta de que su esposa le necesita y vuela el resto del camino a casa solo, dejando a Darcy atrás.
En las afueras de Westview, Monica Rambeau y Jimmy Woo obtienen un vehículo que debería poder cruzar la barrera. La misión no tiene éxito, ya que una mitad del vehículo se transforma en una vieja furgoneta. Monica decide entrar por su cuenta, puesto que ya ha atravesado el límite dos veces. Atraviesa el muro estático y emerge con los ojos brillantes y con poderes adquiridos. Va a advertir a Wanda sobre el director de S.W.O.R.D., Tyler Hayward, pero Wanda no la cree. Esta la ataca, pero Monica consigue aterrizar con firmeza gracias a sus nuevos poderes. Su enfrentamiento es interrumpido por Agnes que le pide a Monica que se vaya y lleva a Wanda a su casa.
Agnes le dice a Wanda que los gemelos están en el sótano pero cuando Wanda va a buscarlos, encuentra una guarida con un misterioso libro en el centro. Atrapando a Wanda en la guarida, Agnes se revela como Agatha Harkness, una poderosa hechicera que ha estado controlando parte de los acontecimientos todo el tiempo. Le da a Wanda una visión en la que le revela que mató a Chispita y envió a «Pietro Maximoff», al tiempo que cambia el programa WandaVision por uno nuevo llamado Agatha All Along.
En una escena a mitad de los créditos, Monica investiga la casa de Agatha y descubre su guarida en el sótano, solo para ser atrapada por «Pietro».
Un comercial durante el programa WandaVision anuncia medicamentos antidepresivos Nexus.

## Producción

### Desarrollo
En octubre de 2018, Marvel Studios estaba desarrollando una serie limitada protagonizada por la Wanda Maximoff de Elizabeth Olsen y el Visión de Paul Bettany de las películas del Universo cinematográfico de Marvel (UCM). En agosto de 2019, Matt Shakman fue contratado para dirigir la miniserie. Shakman y la guionista principal Jac Schaeffer producen de forma ejecutiva junto con Kevin Feige, Louis D'Esposito y Victoria Alonso de Marvel Studios.: 50  Feige describió la serie como parte «sitcom clásica» y parte «epopeya de Marvel», rindiendo homenaje a muchas épocas de sitcoms estadounidenses. El séptimo episodio, titulado «Breaking the Fourth Wall», fue escrito por Cameron Squires, y las escenas ambientadas en la realidad de sitcom rinden homenaje a mediados y finales de la década de los años 2000.

### Escritura
El episodio rinde homenaje a Modern Family, con la secuencia de apertura visualmente al estilo de la de Happy Endings. Teyonah Parris calificó el viaje de Monica Rambeau al Hex como su «momento de duelo y de gritar y dejarlo salir» y la «manifestación física de Monica atravesando su dolor», con Parris tratando de imaginar la «pesadez de [su] culpa» y, en última instancia, queriendo hacer saber a su madre, María Rambeau, que seguiría adelante. «Breaking the Fourth Wall» también cuenta con una escena a mitad de los créditos, la primera de la serie. Shakman dijo que se incluyeron ese tipo de escenas a partir de este episodio porque «hemos salido de la construcción televisiva... así que ahora podemos introducir el lenguaje de Marvel de la escena adelanto... y que coincidiera con esta época también tenía sentido para la forma en que estábamos evolucionando la narración».
La serie presenta comerciales falsos que, según Feige, indican «parte de las verdades de la serie que empiezan a filtrarse», con «Breaking the Fourth Wall» incluyendo uno de medicamentos antidepresivos Nexus con el lema «Porque el mundo no gira a tu alrededor. ¿O sí?». Matt Purslow, de IGN, consideró que este comercial pretendía representar a Wanda pasando a la depresión desde su etapa de dolor furioso, mientras que Christian Holub, de Entertainment Weekly, comparó el nombre del fármaco «Nexus» con el Nexo de todas las realidades de Marvel Comics, que es un portal que permite viajar entre dimensiones. Phil Owen, de TheWrap, reconoció la posible conexión con el Nexo de todas las realidades, pero consideró que era más probable que la droga fuera una referencia al estado de Wanda en los cómics como «Ser Nexo», una versión viva del Nexo de todas las realidades que puede reescribir la realidad y es el punto central del universo. Señaló que la serie presenta a Wanda como mucho más poderosa que en las películas, acercándola a la versión del cómic. Una primera versión del comercial vio a Benedict Cumberbatch retomando su papel como el Dr. Stephen Strange en un "cameo de parpadeo y te lo pierdes" como el farmacéutico.

### Casting
El episodio está protagonizado por Elizabeth Olsen como Wanda Maximoff, Paul Bettany como Visión, Teyonah Parris como Monica Rambeau, Evan Peters como «Pietro Maximoff», Randall Park como Jimmy Woo, Debra Jo Rupp como la Sra. Hart, Kat Dennings como Darcy Lewis / la escapista y Kathryn Hahn como «Agnes» / Agatha Harkness.: 31:21–31:39  También aparecen Julian Hilliard y Jett Klyne como Billy y Tommy, respectivamente, los hijos de Wanda y Visión; Josh Stamberg como el director de S.W.O.R.D. Tyler Hayward, Emma Caulfield Ford como Dottie Jones, Jolene Purdy como Beverly, David Payton como Herb, David Lengel como Phil Jones, Asif Ali como Norm, Alan Heckner como Agente Monti / el hombre fuerte, Rachael Thompson como Mayor Goodner, Selena Anduze como Agente Rodríguez y Amos Glick como el cartero Dennis. Victoria Blade, Ithamar Enriquez, Wesley Kimmel y Sydney Thomas aparecen durante el comercial falso.: 32:49  Cuando Monica intenta entrar al Hex se escucha un archivo de audio de la película Capitana Marvel (2019) de una joven Monica Rambeau, su madre María Rambeau, Carol Danvers y Nick Fury.

### Filmación y efectos visuales
La filmación en el estudio de grabación tuvo lugar en Pinewood Atlanta Studios en Atlanta (Georgia), con Shakman como director y Jess Hall como director de fotografía. También se llevó a cabo en el área metropolitana de Atlanta, mientras que la filmación en exteriores y en estudios tuvo lugar en Los Ángeles cuando la serie reanudó su producción después de estar en pausa debido a la pandemia de COVID-19.: 50  Hall comenzó a utilizar iluminación led en este episodio, explicando que era «la línea de tiempo correcta para cuando este equipo entró en el vocabulario cinematográfico».: 6  El episodio se filmó para emular «el estilo documental de hablar a la cámara, con esta estando temblorosa» de sitcoms modernas de estilo documental. Los distintos momentos del montaje de Agatha All Along se filmaron durante la grabación de los episodios anteriores para que el equipo utilizara los decorados de cada época. Hall dijo que el equipo necesitó un «cambio» para filmar estos momentos, ya que a menudo eran planos individuales que requerían un tipo de configuración de cámara o movimiento diferente al del resto de los episodios, como el uso de una grúa, mientras que Shakman calificó estos momentos como más «cinematográficos» que el resto del episodio.
Los efectos visuales fueron creados por SSVFX, Lola VFX, Rodeo FX, Industrial Light & Magic, Zoic Studios, Framestore, Cantina Creative, The Yard VFX, RISE, Capital T y Monsters Aliens Robots Zombies.: 34:02–34:19  Perception, quien creó la secuencia de créditos finales de la serie, también creó la secuencia del título de apertura de este episodio al estilo de Happy Endings, así como la secuencia del título de Agatha All Along. Para este último, Perception creó transiciones de humo púrpura entre las diferentes tomas del montaje, así como gráficos de título inspirados en The Munsters. Además, Perception proporcionó gráficos para el comercial falso del episodio basado en comerciales similares de finales de la década de 2000.

### Música
«W-V 2000», el tema de sitcom escrito por Kristen Anderson-Lopez y Robert Lopez e interpretado por The Math Club, era una pista instrumental de estilo similar al tema de The Office. Esto seguía la tendencia de sitcoms que empezaron en la década de los años 2000 a no incluir letras en sus temas de apertura, y Anderson-Lopez señaló que la letra habría seguido la sensación de la canción de que las cosas «se aceleran y están fuera de control».
«Agatha All Along», también escrita por Anderson-Lopez y Lopez, era similar al tema de The Munsters y a «The Addams Family Theme» de The Addams Family. La pareja se sintió atraída por la música de las anteriores series centradas en monstruos para dar al tema de Agatha un «sentimiento brujesco y macabro» con «un poco de sensación tenor de Oompa-Loompa también». Hahn es la cantante principal del tema, y Lopez hace los coros junto con los demás coristas masculinos de temas anteriores. La canción se hizo viral tras el estreno del episodio.
El 23 de febrero de 2021, Marvel Music y Hollywood Records lanzaron una banda sonora para «Breaking the Fourth Wall», con la partitura del compositor Christophe Beck. Las dos primeras pistas son los temas de Anderson-Lopez y Lopez. La banda sonora estaba originalmente programada para ser lanzada el 26 de febrero, y The Verge especuló que el lanzamiento se adelantó debido a la popularidad de «Agatha All Along». Tras su lanzamiento, «Agatha All Along» alcanzó el número uno en la lista de bandas sonoras de iTunes y, el 24 de febrero de 2021, llegó al quinto puesto en su lista de los 100 mejores sencillos. También debutó en el puesto 36 en la lista de ventas de canciones digitales de Billboard.
| N.º   | Título | Duración |  |
| 1.    | «W-V 2000» (Instrumental)                                                                                      | 0:34     |  |
| 2.    | «Agatha All Along» (con Kathryn Hahn, Robert Lopez, Eric Bradley, Greg Whipple, Jasper Randall & Gerald White) | 1:02     |  |
| 3.    | «Mondays» | 0:54     |  |
| 4.    | «The New Clown»                                                                                                | 1:00     |  |
| 5.    | «She's Perfect»                                                                                                | 1:49     |  |
| 6.    | «Getting Weird»                                                                                                | 0:27     |  |
| 7.    | «Your House My House»                                                                                          | 0:44     |  |
| 8.    | «Nexus» | 1:13     |  |
| 9.    | «Godspeed, Captain»                                                                                            | 2:47     |  |
| 10.   | «Rebirth» | 2:01     |  |
| 11.   | «Storytelling»                                                                                                 | 0:54     |  |
| 12.   | «Trespasser»                                                                                                   | 2:38     |  |
| 13.   | «Lovely to Meet You»                                                                                           | 2:30     |  |
| 18:43 | |          |  |

## Mercadotecnia
A principios de diciembre de 2020, se publicó un póster por día durante seis días, cada uno de los cuales representaba una década, desde los años 1950 hasta los 2000. Charles Pulliam-Moore, de io9, dijo que este póster era «adecuado» para ser el último publicado, ya que se parece a la época moderna. En su opinión, «lo que más llama la atención es la pequeña luz verde que se refleja en los ojos de Wanda». Tras el lanzamiento del episodio, Marvel anunció mercancía inspirada en él como parte de su promoción semanal «Marvel Must Haves», centrada en Monica Rambeau y S.W.O.R.D., incluyendo ropa, accesorios y un Funko Pop de Monica. Más tarde se anunciaron otros productos para la misma promoción, esta vez centrada en Agatha All Along, que incluía ropa, artículos para el hogar y accesorios. En marzo de 2021, Marvel se asoció con el chef Justin Warner para lanzar una receta para Funnel of Love's Funnel Hexes basada en los pasteles de embudo que se sirven en el camión Funnel of Love que Darcy y Vision usan para escapar del circo en el episodio.

## Lanzamiento
«Breaking the Fourth Wall» se estrenó en Disney+ el 19 de febrero de 2021. Tras el lanzamiento del episodio a medianoche PT, Disney+ experimentó dificultades técnicas en Estados Unidos, Canadá y Reino Unido durante aproximadamente 10 minutos, dada la afluencia de espectadores que intentaban ver el episodio justo en el momento de su lanzamiento.

## Respuesta crítica
El sitio web agregador de reseñas Rotten Tomatoes informó de un índice de aprobación del 84%, basándose en 19 reseñas con una calificación media de 7,77/10. El consenso crítico del sitio dice: «‹Breaking the Fourth Wall› pone a Wanda, Visión y la pandilla en un aprieto emocional, entregando cantidades masivas de exposición en una carrera loca hacia la línea final de la temporada».
Rosie Knight, de Den of Geek, le dio al episodio 5 de 5 estrellas. Knight disfrutó de los momentos entre Dennings y Bettany, con Dennings «aportando un humor contundente» y Bettany «un gran hombre recto». También elogió a Parris como la heroína de WandaVision por «su interpretación llena de matices, corazón y complejidad». En cuanto a la actuación de Hahn, Knight dijo que «se deleita en la revelación» de que Agnes es Agatha Harkness, «interpretando a la villana con aplomo». Matt Purslow, de IGN, dijo que era fácil ver inicialmente el episodio, basado en la primera mitad, como el primero de relleno de la serie, pero que era «la calma antes de la tormenta, ya que el episodio siete deja caer el mayor giro de la historia justo antes de los créditos, y lo hace con estilo». En cuanto a la revelación de Agnes como Agatha Harkness, Purslow consideró que la secuencia musical fue «una gran muestra del talento interpretativo de Kathryn Hahn, con algunas expresiones faciales malignas y el cacareo perfecto de una bruja», y se mostró esperanzado de que Hahn aparezca de forma destacada en los dos últimos episodios, calificando de «lástima que hayamos tenido que esperar tanto tiempo para ponerla en el foco de atención». Además, calificó la revelación de que el contacto de Monica era personal militar como «particularmente poco especial», y al episodio en general como «mover todas las piezas en la posición correcta para el final, en lugar de hacer algo masivo con ellas»; Purslow le dio un 7 de 10.
Stephen Robinson, de The A.V. Club, elogió la «magistral interpretación» de Hahn, que evitó «la trampa de que la amiga convertida en villana secreta parezca dos personajes distintos». Robinson consideró que el paso de Monica por el Hex fue «un momento triunfal en un episodio por lo demás deprimente» y calificó las escenas con Visión y Darcy como «una delicia», esperando que esta nueva versión de Visión desarrollada a lo largo de la serie sobreviviera. Le dio una «B» al episodio. Chancellor Agard, de Entertainment Weekly, dijo que la entrega «desafió y estuvo a la altura de las expectativas» y se mostró «asombrado» con el empuje de Monica a través del Hex, calificándolo de «secuencia triposa, deslumbrante y empoderadora». Agard disfrutó de cómo Robert Lopez y Kristen Anderson-Lopez fueron capaces de «flexionar sus geniales músculos musicales de diferentes maneras» tanto con el tema del sitcom como con el número musical de Agatha, y elogió la actuación de Hahn en el número y en todo el episodio.
Abraham Riesman, de Vulture, le dio 3 de 5 estrellas, afirmando que «Breaking the Fourth Wall» fue «mejor que los cinco primeros [episodios], pero no tan bueno como el sexto», y añadió: «La acción fue emocionante, en su mayor parte, los factores de rareza estuvieron en niveles aceptables, los guiños a sitcoms fueron inteligentes, y hubo no una, sino dos canciones de apertura falsas». Riesman consideró que la serie no presentaba nada «audazmente original», y señaló cómo la revelación de Agatha Harkness tendría efectos diferentes en los espectadores que estuvieran o no familiarizados con los cómics, especialmente porque se había teorizado desde antes del estreno de la serie. En última instancia, calificó la revelación como «un giro bastante plano». En su crítica para Rolling Stone, Alan Sepinwall opinó que si la serie estuviera en «modo historia pura» durante los dos últimos episodios, echaría de menos las actuaciones de Olsen, Bettany y Hahn en las distintas sitcoms, pero consideró que «puede ser mejor que la serie solo tenga que centrarse en su trama más amplia el resto del camino, en lugar de intentar hacer malabarismos con tantas ideas a la vez». Sepinwall dijo que la canción de la serie Agatha All Along, era «sencillamente hilarante» por la cantidad de sitcoms que influyeron.
La actuación de Elizabeth Olsen, que fue comparada con la Claire Dunphy de Julie Bowen en Modern Family, recibió una gran aclamación, aunque Purslow opinó que a veces era un homenaje excesivo, ya que la interpretación se volvía demasiado atípica para Wanda. Robinson no estuvo de acuerdo, pues consideró que en todos los casos de la serie en los que Olsen emulaba a actrices de comedia del pasado, en el fondo el personaje seguía siendo Wanda. La propia Bowen alabó el episodio, diciendo que ver a WandaVision hacer referencia a Modern Family y considerarla un «clásico» la dejó «sin palabras».